# GEST
GEST S.p.A., acronimo di Gestione ed Esercizio del Sistema Tranviario S.p.A., è un'azienda italiana controllata dalla francese RATP Dev, parte del gruppo RATP, che gestisce la nuova rete tranviaria di Firenze.
Fu costituita nel 2004 da RATP Dev ed ATAF per poi iniziare la sua attività di gestore della rete tranviaria a partire dal 2010. Nel 2012 RATP Dev ha rilevato l'usufrutto delle quote ATAF, rimasta proprietaria della nuda proprietà del 49% del capitale sociale. La concessione ha una durata trentennale.
Calcoli del 2012 valutavano la rendita di 37 anni per chi acquistasse l'intera tramvia come un tesoro con più di 400000 € di utile e un dividendo di 98000 € annui per la linea 1 e dal secondo semestre del 2015 un utile di 700000 € e un dividendo di 171000 € annui per le future linee 2 e 3.